# Liste der Biografien/Frej
Liste der Biografien |
Portal Biografien |
Personensuche
# |
A |
B |
C |
D |
E |
F |
G |
H |
I |
J |
K |
L |
M |
N |
O |
P |
Q |
R |
S |
T |
U |
V |
W |
X |
Y |
Z |
?
 
Fa |
Fe |
Ff |
Fh |
Fi |
Fj |
Fk |
Fl |
Fm |
Fn |
Fo |
Fr |
Ft |
Fu |
Fy
 
Fra |
Frc |
Fre |
Frg |
Fri |
Frk |
Frl |
Fro |
Frr |
Fru |
Fry
 
Frea |
Freb |
Frec |
Fred |
Free |
Freg |
Freh |
Frei |
Frej |
Frek |
Frel |
Frem |
Fren |
Freo |
Frep |
Freq |
Frer |
Fres |
Fret |
Freu |
Frev |
Frew |
Frey |
Frez
Die Liste der Biografien führt alle Personen auf, die in der deutschsprachigen Wikipedia einen Artikel haben. Dieses ist eine Teilliste mit 10 Einträgen von Personen, deren Namen mit den Buchstaben „Frej“ beginnt.

## Frej
- Frej, Esawi (* 1963), israelischer Politiker
- Frej, Ladislav (* 1941), tschechischer Schauspieler und Synchronsprecher

### Freja
- Freja, Karel (1877–1937), tschechischer Fußballspieler und Funktionär

### Frejd
- Frejd, Jens (* 1986), schwedischer Unihockeyspieler auf der Position des Verteidigers

### Frejk
- Frejka, Jiří (1904–1952), tschechoslowakischer Regisseur und Theatertheoretiker
- Frejka, Ludvík (1904–1952), tschechischer Politiker und Opfer des StalinismusLudvík Frejka (1904–1952)

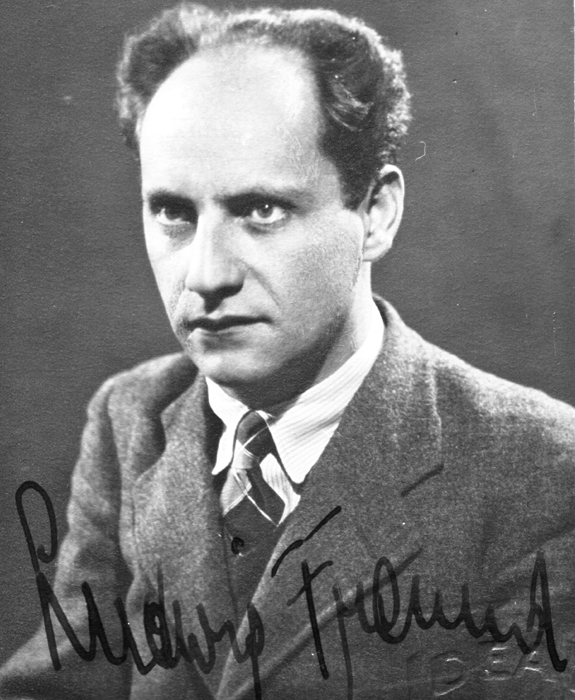
Ludvík Frejka (1904–1952)

- Frejka, Tomáš (1932–2022), tschechoslowakischer Bevölkerungswissenschaftler
- Frejková, Alžběta (1907–1990), deutsch-tschechoslowakische Schauspielerin
- Frejková, Hana (* 1945), tschechische Schauspielerin

### Frejt
- Frejtag, Leon (1862–1927), Architekt in Hamburg